# David Moore
David Moore (Dundee, 23 de Abril de 1808  —  Paddington, 9 de Junho de 1879) foi um botânico, horticultor, pteridólogo e briólogo que durante muitos anos foi professor de Botânica no Trinity College, de Dublin. Obteve o seu PhD em Zurich no ano de 1863.

## Biografia
Nasceu na Escócia, filho de Charles Muir e de Helen Rattray. O seu irmão foi o também botânico Charles Moore (1820-1905), director do jardim botânico de Glasnevin, Dublin. David Moore estudou em Dundee e em Dublin.
A família Muir instalara-se na Irlanda por volta de 1838, mudando o seu patrónimo para Moore.

### Obras publicadas
- 1837. Botany. 91 pp. Reeditó WCB/McGraw-Hill, 1998, Randy Moore, Darrell S. Vodopich, 919 pp. ISBN 0071154043
- 1866. Contributions towards a Cybele Hibernica, Being Outlines of the Geographical Distribution of Plants in Ireland: By David Moore and Alexander Goodman More. Ed. Hodges, Smith & Co. 402 pp. En línea
- 1873. The mosses of Ireland: Synopsis of all the mosses known to inhabit Ireland up to the present time. Ed. University Press. 146 pp.
- 1885. Guide to the royal botanic gardens, Glasnevin. 59 pp. Reeditado em 2010 Kessinger Publ. 64 pp. ISBN 1161876642